# Rocket Girls 101
Rocket Girls 101 (chinois : 火箭少女101) est un girl group chinois formé par Tencent dans le cadre de l'émission de télé-réalité Produce 101 China sur Tencent Video. Le groupe est composé de onze membres issus de différentes agences : Meng Meiqi, Wu Xuanyi, Yang Chaoyue, Duan Aojuan, Yamy, Lai Meiyun, Zhang Zining, Sunnee, Li Ziting, Fu Jing et Xu Mengjie. Le groupe fait ses débuts le 23 juin 2018, avec le single Rocket Girls.

## Histoire

### Pré-début:Produce 101
Les membres, qui étaient à l'époque stagiaires, ont participé à l'émission Produce 101 China avant de débuter au sein de Rocket Girls 101 le 23 juin 2018. Le groupe comprend deux membres du girl group Cosmic Girls, Meng Meiqi, classée 1re, et Wu Xuanyi, qui a terminé 2e ; toutes deux de Yuehua Entertainment. Yang Chaoyue (Wenlan Culture) et Duan Aojuan (Long Wu Tian Culture) se sont classées respectivement 3e et 4e. L'ancienne participante de The Rap of China, Yamy (JC Universe Entertainment), est arrivée 5e au classement général. Lai Meiyun (Qigu Culture), Zhang Zining (Mavericks Entertainment), Sunnee (KL Entertainment), Li Ziting (Huaying Yixing), Fu Jing (Banana Entertainment) et Xu Mengjie (Zimei Tao Culture) se sont classées 6e, 7e, 8e, 9e, 10e et 11e.

### 2018-2020: Débuts, controverse,CollideetThe Wind
Le 23 juin 2018, le groupe sort la chanson Rocket Girls. Leur première apparition télévisée officielle se fera sur "Happy China Graduation Music Concert 2018", et sera diffusée sur Hunan Television le lendemain. Le 9 août, deux jours avant la sortie officielle et la conférence de presse du groupe, Yuehua Entertainment et Mavericks Entertainment publient une annonce conjointe annonçant qu'ils retireraient les membres Meiqi, Xuanyi et Zining du groupe. Yuehua Entertainment indique que ce retrait avait pour cause l'impossibilité de conclure un accord avec les agences de Rocket Girls 101 concernant la promotion simultanée de Meiqi et Xuanyi pour Rocket Girls 101 et Cosmic Girls. Mavericks Entertainment annonce que Zining a été retirée en raison de problèmes de santé.
Cependant, le 17 août, Yuehua Entertainment et Mavericks Entertainment annoncent, après un accord avec Tencent, que les membres reviendraient dans le groupe et qu'elles feraient la promotion de Rocket Girls 101 en priorité sur les autres groupes,.
Le 18 août, les Rocket Girls 101 sortent leur premier EP, Collide (撞).
Le 23 juin 2019, le groupe sort son premier album studio, The Wind (立风), Shingu Ryohei réalise le clip vidéo,. Le groupe a ensuite annoncé qu'il allait se produire au spectacle de la NBA plus tard dans la même année.
Début 2020, les Rocket Girls 101 publient un nouveau single nommé Be Happy (要嗨森) pour célébrer le nouvel an chinois.

## Membres
| Nom de scène | Nom de naissance    | Nom de naissance | Date de naissance | Nationalité             | Agence                    | Rang final |
| Nom de scène | Romanisé            | chin. / thaï.    | Date de naissance | Nationalité             | Agence                    | Rang final |
| ------------ | ------------------- | ---------------- | ----------------- | ----------------------- | ------------------------- | ---------- |
| Yamy         | Guo Ying            | 郭颖             | 7 octobre 1991    | Chinoise                | JC Universe Entertainment | 5          |
| Rainbow      | Xu Mengjie          | 徐梦洁           | 19 juin 1994      | Chinoise                | Zimei Tao Culture.        | 11         |
| Xuanyi       | Wu Xuanyi           | 吴宣仪           | 26 janvier 1995   | Chinoise                | Yuehua Entertainment      | 2          |
| Jinna        | Fu Jing             | 傅菁             | 29 juin 1995      | Chinoise                | Banana Culture.           | 10         |
| Zining       | Zhang Zining        | 张紫宁           | 9 mars 1996       | Chinoise                | Mavericks Entertainment   | 7          |
| Sunnee       | Yang Yunqing        | 杨芸晴           | 28 septembre 1996 | Taïwanaise Thaïlandaise | Warner Music Taiwan       | 8          |
| Sunny        | Lai Meiyun          | 赖美云           | 7 juillet 1998    | Chinoise                | QiGu Culture              | 6          |
| Chaoyue      | Yang Chaoyue        | 杨超越           | 31 juillet 1998   | Chinoise                | Wenian Culture            | 3          |
| Meiqi        | Meng Meiqi          | 孟美岐           | 15 octobre 1998   | Chinoise                | Yuehua Entertainment      | 1          |
| Mimi         | Phromwily Lisiriroj | พร้อมวิไล หลี่ศิริโรจน์ | 20 janvier 2000   | Thaïlandaise            | Hua Ying Yi Xing          | 9          |
| Aojuan       | Duan Aojuan         | 段奥娟           | 28 décembre 2001  | Chinoise                | Dragon Dance              | 4          |

## Discographie

### Albums studio
| Titre                       | Détails de l'album                                                                                                |
| --------------------------- | --- |
| The Wind (立风)             | - Sortie : 23 juin 2019 - Label : WAJIJIWA Entertainment, Tencent - Formats : téléchargement numérique, streaming |
| Hello · Goodbye (遇见•再见) | - Sortie : 25 mai 2020 - Label : WAJIJIWA Entertainment, Tencent - Formats : téléchargement numérique, streaming  |

### Mini-albums (EP)
| Titre        | Détails de l'album |
| ------------ | --- |
| Collide (撞) | - Sortie : 18 août 2018 - Label : WAJIJIWA Entertainment, Tencent - Formats : CD, téléchargement numérique, streaming |

### Singles
| Titre | Année | Meilleures positions | Album                       |
| Titre | Année | CHN                  | Album                       |
| --- | ----- | -------------------- | --------------------------- |
| Rocket Girls                                                                                             | 2018  | -                    |                             |
| Collide (撞)                                                                                             | 2018  | 6                    | Collide (撞)                |
| Light | 2018  | 7                    | Collide (撞)                |
| Sailor Moon (月亮警察)                                                                                   | 2018  | -                    | Collide (撞)                |
| Born to Win (生而为赢)                                                                                   | 2018  | -                    | Collide (撞)                |
| Wind (风)                                                                                                | 2019  | 4                    | The Wind (立风)             |
| 11 Times Heartbeat                                                                                       | 2020  | -                    | Hello · Goodbye (遇见•再见) |
| Shh! You Say To Me (嘘！我跟你讲)                                                                        | 2020  | -                    | Hello · Goodbye (遇见•再见) |
| "-" indique les versions qui n'ont pas été enregistrées ou qui n'ont pas été publiées dans cette région. |       |                      |                             |

### Singles promotionnels
| 101 Wishes (101个愿望)                                                                                   | 2018 | -  |
| Rocket Boom (榮譽星球)                                                                                   | 2019 | 41 |
| "-" indique les versions qui n'ont pas été enregistrées ou qui n'ont pas été publiées dans cette région. |      |    |

### Bandes originales
| Calorie (卡路里)                                                                                         | 2018 | 4  | Hello Mr. Billionaire OST                            |
| Venom is Coming (毒液前來)                                                                               | 2018 | -  | Venom promo single                                   |
| Rampage to the Next Stop (横冲直撞下一站)                                                                | 2019 | -  | Générique de Rampage 20                              |
| Blessing Arch (福气拱拱来)                                                                               | 2019 | 35 | Boonie Bears: Blast into the Past OST                |
| Galaxy Disco (银河系Disco)                                                                               | 2019 | -  | Crazy Alien OST                                      |
| On Fire                                                                                                  | 2020 | -  | Single promotionnel de PlayerUnknown's Battlegrounds |
| "-" indique les versions qui n'ont pas été enregistrées ou qui n'ont pas été publiées dans cette région. |      |    |                                                      |

## Filmographie

### Télé-réalité
| Année | Titre                               | Réseau        | Remarques     |
| ----- | ----------------------------------- | ------------- | ------------- |
| 2018  | Produce 101                         | Tencent Video | Participantes |
| 2018  | Rocket Girls 101 Research Institute | Tencent Video | -             |
| 2018  | Super Nova Games (超新星全运会)     | Tencent Video | Participantes |
| 2019  | Rampage 20 (横冲直撞20岁)           | Tencent Video | -             |

## Récompenses et nominations
| Année | Œuvre nommée     | Récompense                       | Catégorie                               | Résultat | Réf.   |
| ----- | ---------------- | -------------------------------- | --------------------------------------- | -------- | ------ |
| 2018  | Rocket Girls 101 | Fresh Asia Music 2018            | Nouveau venu le plus populaire          | Lauréat  | [ 12 ] |
| 2018  | Rocket Girls 101 | 2018 Global Chinese Music Awards | Groupe le plus populaire                | Lauréat  | [ 13 ] |
| 2018  | Rocket Girls 101 | Tencent Starlight Awards 2018    | Meilleur groupe de l'année              | Lauréat  | [ 14 ] |
| 2018  | Light            | Tencent Starlight Awards 2018    | Clip vidéo le plus populaire de l'année | Lauréat  |        |